# Crotalus pusillus
Crotalus pusillus ist eine Art der Klapperschlangen (Crotalus) innerhalb der Vipern (Viperidae). Ihr Verbreitungsgebiet ist auf wenige Bergregionen im südlichen Jalisco und dem westlichen bis zentralen Michoacin in Mexiko beschränkt.

## Merkmale
Crotalus pusillus gehört mit einer Körperlänge von maximal etwa 50 Zentimetern zu den kleinsten Arten der Klapperschlangen. Sie hat eine graue bis graubraune Grundfärbung mit einer Reihe dunkler Flecken auf dem Rücken, deren Zwischenräume rötlichbraun sind. An den Flanken kann die Schlange weitere dunkle Flecken besitzen. Von den Augen zieht sich ein sehr breites, schwarzes oder dunkelgraues Band zu den Mundwinkeln. Ober- und unterhalb dieses Bandes ziehen sich schmalere, hellgraue Bänder, die den Kontrast verstärken.

## Verbreitung und Lebensraum

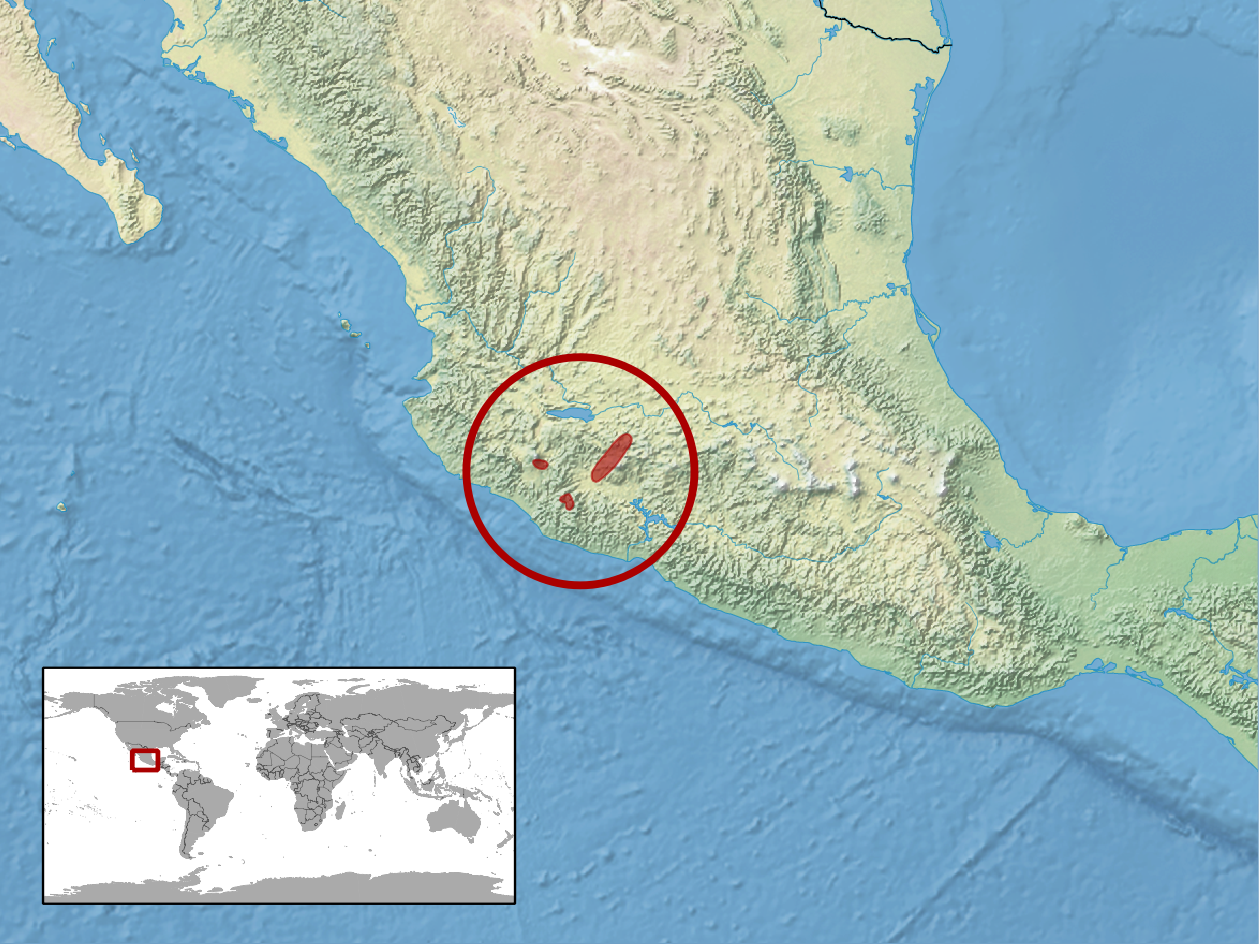
Verbreitungsgebiet

Das Verbreitungsgebiet der Schlange ist auf wenige Bergregionen in Höhen von 1.500 bis 2.400 m im südlichen Jalisco und dem westlichen bis zentralen Michoacin in Mexiko beschränkt. Dabei hält sie sich vor allem in lichten Bereichen, beispielsweise in Waldlichtungen der Kiefern-Eichenwälder der Region auf.

## Schlangengift
Über die spezifische Wirkung und Zusammensetzung des Giftes dieser Art gibt es keine Angaben.

## Gefährdung und Schutz
Crotalus pusillus wird in der Roten Liste der IUCN als gefährdet (EN B1ab (iii)) eingestuft. Als Hauptgefährdungsgrund wird der Lebensraumverlust aufgrund der landwirtschaftlichen Nutzung und der Urbanisierung angesehen. Genauere Angaben zur Populationsentwicklung sind allerdings nicht bekannt.

## Belege

### Zitierte Belege
Die Informationen dieses Artikels entstammen zum größten Teil den unter Literatur angegebenen Quellen, darüber hinaus werden folgende Quellen zitiert:
1. ↑  Crotalus pusillus in der Roten Liste gefährdeter Arten der IUCN 2007. Eingestellt von: Ponce-Campos, P. & García Aguayo, A., 2007. Abgerufen am 7. April 2008.